# In Full Gear
In Full Gear è il secondo album del gruppo hip hop statunitense Stetsasonic, pubblicato nel 1988 dalla Tommy Boy Records.
| Recensione       | Giudizio |
| ---------------- | -------- |
| AllMusic         | [ 1 ]    |
| Robert Christgau | B+       |
| Q                | [ 3 ]    |

## Tracce
Musiche di Prince Paul (tracce 1, 6-9, 12-13 e 16), DBC (tracce 2, 14 e 17), Daddy-O (tracce 3, 8-11, 15-16, 18-19), Vincent F. Bell (traccia 4), Wise (traccia 5), Delite (traccia 13), Dimitri (traccia 20).
1. In Full Gear – 3:31
2. DBC Let The Music Play – 4:17
3. Freedom Or Death – 1:40
4. Float On – 7:28
5. Stet Troop '88! – 4:50
6. Pen & Paper – 3:55
7. Music For The Stetfully Insane – 1:48
8. We're the Band – 2:44
9. Rollin' wit Rush – 1:38
10. This Is It, Y'all (Go Stetsa II) – 5:16
11. Extensions – 0:09
12. Sally – 4:32
13. Talkin' All That Jazz – 4:47
14. It's In My Song – 4:18
15. The Odad – 3:20
16. Miami Bass – 4:41
17. Showtime – 5:10
18. Talkin' All That Jazz (Dominoes Vocal Remix) – 3:49
19. Talkin' All That Jazz (Dominoes Instrumental Remix) – 4:30
20. Talkin' All That Jazz (Dim's Radio Edit Remix) – 4:24

## Classifiche

### Classifiche settimanali
| Classifica (1988) | Posizione massima |
| ----------------- | ----------------- |
| US Black Albums   | 20                |